# Ingela Tanaka
Ingela Maria Tanaka, född Ronström 9 maj 1963 i Sofia församling, Stockholm, är en svensk inredningsstylist och scenograf, känd genom TV-programmet Mera Inredning på TV 4 Plus.